# Lista de telenovelas e séries da Televisa na década de 2010

Dos hogares, protagonizada por Anahí, foi escrita por Emilio Larrosa, o qual desenvolveu outras telenovelas para a rede.

A seguir, uma lista de telenovelas e séries de televisão produzidas pela Televisa na década de 2010.

## Telenovelas e séries por ano
| #   | Ano  | Título                              | Autoria                                                                | Produtor executivo                   | Capítulos | Ref.   |
| --- | ---- | ----------------------------------- | ---------------------------------------------------------------------- | ------------------------------------ | --------- | ------ |
| 728 | 2010 | Zacatillo, un lugar en tu corazón   | Pedro Pablo Quintanilla                                                | Lucero Suárez                        | 130       | [ 1 ]  |
| 729 | 2010 | Niña de mi corazón                  | Abel Santacruz                                                         | Juan Carlos Muñoz                    | 90        | [ 2 ]  |
| 730 | 2010 | Cuando me enamoro                   | Caridad Bravo Adams                                                    | Karina Duprez                        | 181       | [ 3 ]  |
| 731 | 2010 | Llena de amor                       | Carolina Espada                                                        | Angelli Nesma Medina                 | 206       | [ 4 ]  |
| 732 | 2010 | Soy tu dueña                        | Inés Rodena                                                            | Nicandro Díaz                        | 146       | [ 5 ]  |
| 733 | 2010 | Triunfo del amor                    | Delia Fiallo                                                           | Salvador Mejía Alejandre             | 176       | [ 6 ]  |
| 734 | 2010 | Teresa                              | Mimí Bechelani                                                         | José Alberto Castro                  | 151       | [ 7 ]  |
| 735 | 2010 | Para volver a amar                  | Adriana Suárez                                                         | Roberto Gómez Fernández              | 146       | [ 8 ]  |
| 736 | 2010 | Gritos de muerte y libertad         | Caitlin María Irwin Carlos Pascual Luis Mario Moncada Catalina Aguilar | Bernardo Gómez Leopoldo Gómez        | 13        | [ 9 ]  |
| 737 | 2010 | Los héroes del norte                | Gustavo Loza                                                           | Gustavo Loza                         | 52        |        |
| 738 | 2010 | Locas de amor                       | Adrián Suar                                                            | Carmen Armendáriz                    |           |        |
| 739 | 2010 | Sueña conmigo                       | Claudio Lacelli                                                        | César Markus González                | 150       |        |
| 740 | 2011 | Rafaela                             | Delia Fiallo                                                           | Nathalie Lartilleux                  | 120       | [ 10 ] |
| 741 | 2011 | Ni contigo ni sin ti                | Cassiano Gabus Mendes                                                  | Mapat de Zatarain                    | 130       | [ 11 ] |
| 742 | 2011 | Esperanza del corazón               | Bosco Primo de Rivera                                                  | Luis de Llano Macedo                 | 145       | [ 12 ] |
| 743 | 2011 | La fuerza del destino               | María Zarattini                                                        | Benjamín Cann                        | 102       | [ 13 ] |
| 744 | 2011 | Amorcito corazón                    | Emilio Larrosa                                                         | Felipe Nájera                        | 206       | [ 14 ] |
| 745 | 2011 | Una familia con suerte              | Jorge Fons                                                             | Juan Osorio                          | 265       | [ 15 ] |
| 746 | 2011 | La que no podía amar                | Delia Fiallo                                                           | Alejandro Gamboa                     | 166       | [ 16 ] |
| 747 | 2011 | Dos hogares                         | Emilio Larrosa                                                         | Armando Quiñonez                     | 150       | [ 17 ] |
| 748 | 2011 | El encanto del águila               | Ximena Escalante                                                       | Bernardo Gómez Leopoldo Gómez        | 13        |        |
| 749 | 2011 | Como dice el dicho                  | Vittoria Zarattini José Antonio Olvera                                 | Genoveva Martínez                    | 684       |        |
| 750 | 2012 | Un refugio para el amor             | Delia Fiallo                                                           | Ignacio Sada Madero                  | 165       | [ 18 ] |
| 751 | 2012 | Cachito de cielo                    | Giselle González                                                       | Roberto Gómez Fernández              | 110       | [ 19 ] |
| 752 | 2012 | Amor bravío                         | María Zarattini                                                        | Carlos Moreno Laguillo               | 166       | [ 20 ] |
| 753 | 2012 | Por ella soy Eva                    | Rosy Ocampo                                                            | Benjamín Cann                        | 166       | [ 21 ] |
| 754 | 2012 | Abismo de pasión                    | Caridad Bravo Adams                                                    | Angelli Nesma Medina                 | 161       | [ 22 ] |
| 755 | 2012 | Corona de lágrimas                  | Manuel Canseco Noriega                                                 | Alejandro Gamboa                     | 221       | [ 23 ] |
| 756 | 2012 | La mujer del vendaval               | Gabriela Ortigoza                                                      | Mapat de Zatarain                    | 166       | [ 24 ] |
| 757 | 2012 | Qué bonito amor                     | Mónica Agudelo                                                         | Salvador Mejía Alejandre             | 161       | [ 25 ] |
| 758 | 2012 | Porque el amor manda                | Jörg Hiller                                                            | Juan Osorio                          | 181       | [ 26 ] |
| 759 | 2012 | Amores verdaderos                   | Marcela Citterio                                                       | Nicandro Díaz                        | 181       | [ 27 ] |
| 760 | 2012 | Miss XV                             | María Cervantes Balmori Pedro Armando Rodríguez Mariana Palos          | Pedro Damián                         | 120       | [ 28 ] |
| 761 | 2012 | Cloroformo                          | Gustavo Loza                                                           | Gustavo Loza                         |           |        |
| 762 | 2012 | ¿Quién eres tú?                     | Jimena Romero Lina Uribe                                               | Hugo León Ferrer Madeleine Contreras | 120       |        |
| 763 | 2013 | Corazón indomable                   | Inés Rodena                                                            | Nathalie Lartilleux                  | 161       | [ 29 ] |
| 764 | 2013 | La tempestad                        | Delia Fiallo                                                           | Salvador Mejía Alejandre             | 121       | [ 30 ] |
| 765 | 2013 | De que te quiero, te quiero         | Valentina Párraga                                                      | Lucero Suárez                        | 186       | [ 31 ] |
| 766 | 2013 | Mentir para vivir                   | María Zarattini                                                        | Benjamín Cann                        | 101       | [ 32 ] |
| 767 | 2013 | Libre para amarte                   | Alina Lozano                                                           | Emilio Larrosa                       | 106       | [ 33 ] |
| 768 | 2013 | Por siempre mi amor                 | Abel Santacruz                                                         | Ignacio Sada Madero                  | 151       | [ 34 ] |
| 769 | 2013 | Quiero amarte                       | Martha Carrillo                                                        | Luis Vélez                           | 161       | [ 35 ] |
| 770 | 2013 | Lo que la vida me robó              | Caridad Bravo Adams                                                    | Angelli Nesma Medina                 | 196       | [ 36 ] |
| 771 | 2013 | Qué pobres tan ricos                | Elkim Ospina                                                           | Benjamín Cann                        | 166       | [ 37 ] |
| 772 | 2013 | Gossip Girl: Acapulco               | Pedro Torres                                                           | Pedro Torres                         | 25        | [ 38 ] |
| 773 | 2013 | La Madame                           | Nubia Barreto                                                          | Hugo León Ferrer                     |           | [ 38 ] |
| 774 | 2013 | Cásate conmigo, mi amor             | Carmen Armendáriz Martha Carrillo                                      | Carmen Armendáriz                    |           |        |
| 775 | 2013 | Nueva vida                          | Sergio Mendoza                                                         | Luis de Llano Macedo                 |           |        |
| 776 | 2013 | Las Bandidas                        | Luis Colmenares                                                        | Hugo León Ferrer                     | 120       | [ 39 ] |
| 777 | 2014 | La malquerida                       | Jacinto Benavente                                                      | José Alberto Castro                  | 116       | [ 40 ] |
| 778 | 2014 | El color de la pasión               | Cuauhtémoc Blanco                                                      | Roberto Gómez Fernández              | 121       | [ 41 ] |
| 779 | 2014 | La gata                             | Inés Rodena                                                            | Nathalie Lartilleux                  | 121       | [ 42 ] |
| 780 | 2014 | Mi corazón es tuyo                  | Ana Obregón                                                            | Juan Osorio                          | 176       | [ 43 ] |
| 781 | 2014 | Hasta el fin del mundo              | Enrique Estevanez                                                      | Nicandro Díaz González               | 191       | [ 44 ] |
| 782 | 2014 | Yo no creo en los hombres           | Caridad Bravo Adams                                                    | Giselle González                     | 121       | [ 45 ] |
| 783 | 2014 | Muchacha italiana viene a casarse   | Marissa Garrido                                                        | Pedro Damián                         | 176       | [ 46 ] |
| 784 | 2014 | La sombra del pasado                | Cuauhtémoc Blanco                                                      | Mapat de Zatarain                    |           | [ 47 ] |
| 746 | 2015 | La viuda negra                      | Yesmer Uribe                                                           | Hugo León Ferrer                     |           | [ 48 ] |
| 747 | 2015 | Que te perdone Dios                 | Caridad Bravo Adams                                                    | Angelli Nesma Medina                 |           | [ 49 ] |
| 748 | 2015 | Amores con trampa                   | Carlos Opoto                                                           | Emilio Larrosa                       |           | [ 50 ] |
| 749 | 2015 | Lo imperdonable                     | Caridad Bravo Adams                                                    | Salvador Mejía Alejandre             |           | [ 51 ] |
| 750 | 2015 | La vecina                           | Adrián Suar                                                            | Lucero Suárez                        |           | [ 52 ] |
| 751 | 2015 | Amor de Barrio                      | Fernanda Villeli                                                       | Roberto Hernández                    |           | [ 53 ] |
| 752 | 2015 | A que no me dejas                   | Eric Vonn                                                              | Carlos Moreno                        |           |        |
| 753 | 2015 | Antes muerta que Lichita            | Rosy Ocampo                                                            | Rosy Ocampo                          |           | [ 54 ] |
| 754 | 2015 | Pasión y poder                      | Marissa Garrido                                                        | José Alberto Castro                  |           |        |
| 755 | 2015 | Simplemente María                   | Celia Álcantara                                                        | Ignacio Sada Madero                  |           |        |
| 756 | 2016 | Un camino hacia el destino          | Mariela Romero                                                         | Nathalie Lartilleux                  |           |        |
| 757 | 2016 | Corazón que miente                  | Caridad Bravo Adams                                                    | Mapat de Zatarain                    |           |        |
| 758 | 2016 | Sueño de amor                       | Alejandro Pohlenz                                                      | Juan Osorio                          |           |        |
| 759 | 2016 | El hotel de los secretos            | Ramón Campos                                                           | Roberto Gómez Fernández              |           |        |
| 760 | 2016 | Las Amazonas                        | César Miguel Rondón                                                    | Salvador Mejía                       |           |        |
| 761 | 2016 | Por siempre Joan Sebastian          | Carla Estrada                                                          | Carla Estrada                        |           |        |
| 762 | 2016 | Despertar contigo                   | Pedro Damián                                                           | Luis Luisillo                        |           |        |
| 763 | 2016 | Vino el amor                        | José Alberto Castro                                                    | Ernesto Hernández                    |           |        |
| 764 | 2016 | Tres veces Ana                      | Liliana Abud                                                           | Angelli Nesma Medina                 |           |        |
| 765 | 2016 | Mujeres de negro                    | Carlos Moreno                                                          | Hilda Santaella Hernández            |           |        |
| 766 | 2016 | Yago                                | Carmen Armendáriz                                                      | Abraham Quintero                     |           |        |
| 767 | 2016 | Sin rastro de ti                    | Silvia Cano                                                            | Carlos Quintanilla Sakar             |           |        |
| 768 | 2016 | La candidata                        | Giselle González                                                       | Marta Azcona                         |           |        |
| 769 | 2017 | Mi adorable maldición               | Igancio Sada                                                           | Julio Jiménez                        |           |        |
| 770 | 2017 | El bienamado                        | Ximena Suárez                                                          | Nicandro Díaz                        |           |        |
| 771 | 2017 | La doble vida de Estela Carrillo    | Benjamín Cann                                                          | Rosy Ocampo                          |           |        |
| 772 | 2017 | Enamorándome de Ramón               | Lucero Suárez                                                          | Lucero Suárez                        |           |        |
| 773 | 2017 | La piloto                           | Jorge Cervantes                                                        | Patricio Willis                      |           |        |
| 774 | 2017 | Mi marido tiene familia             | Juan Osorio                                                            | Héctor Bonilla                       |           | [ 55 ] |
| 775 | 2017 | El vuelo de la Victoria             | Juan Carlos Muñoz                                                      | Nathalie Lartilleux                  |           |        |
| 776 | 2017 | En tierras salvajes                 | Liliana Abud                                                           | Salvador Mejía                       |           |        |
| 777 | 2017 | Hoy voy a cambiar                   | Camilo Torres                                                          | Santiago Galindo                     |           |        |
| 778 | 2017 | Caer en tentación                   | Giselle González                                                       | Julieta de la O                      |           |        |
| 779 | 2017 | Papá a toda madre                   | Eduardo Meza                                                           | Benjamín Cann                        |           |        |
| 780 | 2017 | Me declaro culpable                 | Angelli Nesma Medina                                                   | Sergio Cataño                        |           |        |
| 781 | 2017 | Sin tu mirada                       | Ignacio Sada Madero                                                    | Gabriela Ortigoza                    |           |        |
| 782 | 2018 | Por Amar sin Ley                    | Mónica Agudelo Tenorio                                                 | José Alberto Castro                  |           |        |
| 783 | 2018 | Hijas de la luna                    | Bernardo Romero Pereiro                                                | Nicandro Díaz González               |           |        |
| 784 | 2018 | Tenías que ser tú                   | Jorge Patiño                                                           | Mapat de Zatarain                    |           |        |
| 785 | 2018 | Y mañana será otro día              | Martha Carrillo                                                        | Carlos Moreno Languillo              |           |        |
| 786 | 2018 | La jefa del campeón                 | Roberto Gómez Fernández                                                | Silvia Cano                          |           |        |
| 787 | 2018 | Like                                |                                                                        | Pedro Damián                         |           |        |
| 788 | 2018 | Sin miedo a la verdad               |                                                                        | Rubén Galindo                        |           |        |
| 789 | 2018 | Amar a muerte                       |                                                                        | Aimé Godínez                         |           |        |
| 843 | 2019 | Ringo                               | Adrián Suar                                                            | Lucero Suárez                        |           |        |
| 844 | 2019 | Silvia, frente a ti                 | Mónica Miguel                                                          | Carla Estrada                        |           |        |
| 845 | 2019 | Doña Flor y sus dos Maridos         | José Amado                                                             | Eduardo Meza                         |           |        |
| 846 | 2019 | Esta historia me suena              | Adriana Lorenzón Rosa Salazar                                          | Genoveva Martínez                    |           |        |
| 847 | 2019 | Juntos el corazón nunca se equivoca | Pablo Ferrer García-Travesí Santiago Pineda                            | Juan Osorio                          |           |        |
| 848 | 2019 | Los elegidos                        | Rodrigo Ordóñez Fernando Abrego                                        | Andrés Santamaría                    |           |        |
| 849 | 2019 | Cita a ciegas                       | Andrés Burgos                                                          | Pedro Ortiz de Pinedo                |           |        |
| 850 | 2019 | La reina soy yo                     | Fernanda Eguiarte Larissa Andrade Alejandra Olvera                     | Harold Sánchez                       |           |        |
| 851 | 2019 | La usurpadora                       | Fernanda Eguiarte                                                      | Carmén Armendariz                    |           |        |
| 852 | 2019 | El dragón                           | Arturo Pérez-Reverte                                                   | Carlos Bardasano                     |           |        |
| 853 | 2019 | Cuna de lobos                       | Lily Ann Martín Claudio Lacelli                                        | Giselle González                     |           |        |
| 854 | 2019 | Soltero con hijas                   | Diego Vivanco Julio Contreras Cecilia Percy                            | Juan Osorio                          |           | [ 56 ] |
| 855 | 2019 | Médicos, línea de vida              | José Alberto Castro Vanesa Varela Fernando Garcilita                   | José Alberto Castro                  |           | [ 57 ] |
| 856 | 2019 | Los pecados de Bárbara              | José Alberto López Marco Rodríguez                                     | Mónica Lozano Eamon O'Farrill        |           | [ 58 ] |